# Pierre Molaine
 Pierre Molaine, pseudonyme de Léopold Faure né à Voiron (Isère), le 29 avril 1906 et mort à Lyon le 17 octobre 2000, est un écrivain français.

## Biographie

### Le temps de formation
Né à Voiron en 1906, Pierre Molaine passe sa jeunesse dans la ville de Thiers « accrochée aux rochers par les ongles du temps », où son père (Albert Faure) est professeur de lycée. C'est un élève brillant, très tôt tourné vers la littérature. À l’âge de 18 ans, il gagne Paris pour y suivre un enseignement universitaire de lettres et de droit. En 1923, il signe son premier article sur Henry Bordeaux dans Le Petit Dauphinois.
Nommé surnuméraire de l’Enregistrement (1924), il démissionne très vite (1925) de l’administration des Finances et incorpore, en mai 1927, après expiration de son sursis d'incorporation, le 13e Bataillon de chasseurs alpins de Chambéry. Élève officier de réserve, il intègre, le 15 novembre 1927, l’École Militaire de Saint-Maixent et se voit affecté le 15 mai 1928 au 92e régiment d’Infanterie de Clermont-Ferrand pour servir en situation d'activité avec le grade de lieutenant. Admis à l’École des Chars de combat de Versailles, après deux ans d'étude, il est nommé comme lieutenant d’active au 92e régiment d’Infanterie.

### Carrière militaire et activité littéraire
La première œuvre qu’il publie, sous le pseudonyme d’Yvan Kalinine, en 1938, Frères humains (Éditions Corrêa) est un recueil de nouvelles. 

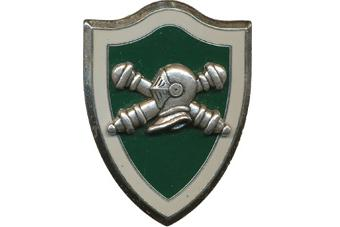
Insigne de régiments de chars de combat

La déclaration de guerre le conduit à Lunéville, comme officier (capitaine) adjoint au commandant du parc de chars de combat de la Ve armée, en la circonstance le colonel Charles de Gaulle. Pierre Molaine gardera de l'homme une impression très forte qu’il restitue, non sans une évidente distance ironique, dans son roman Le Sang (Éditions Calmann-Lévy, 1967).
Mis en congé d'Armistice, Molaine sera affecté au 18e régiment d’Infanterie à Tarbes, puis, le 7 avril 1941, à l’Établissement central de Cavalerie à Lyon. Séduit par l'Organisation de résistance de l'armée, il peut ainsi participer aux actions anti-allemandes du CDM (Camouflage du matériel)
Malgré l'état de la France, probablement même à cause de lui, l'activité d'écriture de Molaine ne connut pas de sommeil : en 1943, en effet, va paraître, sous le pseudonyme de "Pierre Molaine" aux éditions Corrêa, son premier roman, Samson a soif. Immédiatement après cette parution, l'auteur se voit interdit de toute publication par les autorités allemandes d'occupation et l'ouvrage subit, dans le Petit Parisien, les foudres de l'écrivain-collaborateur Robert Brasillach. Violences, nouveau roman, avait vu ses plombs détruits en 1943 par les Allemands, plusieurs milliers d'exemplaires seront saisis par la Gestapo, et il faudra attendre 1945 pour que, daté de 1942, achevé d'imprimer le 1er décembre 1944, l'ouvrage puisse être définitivement publié par les éditions Corrêa et obtienne des voix (trois voix contre cinq) au prix Renaudot. 

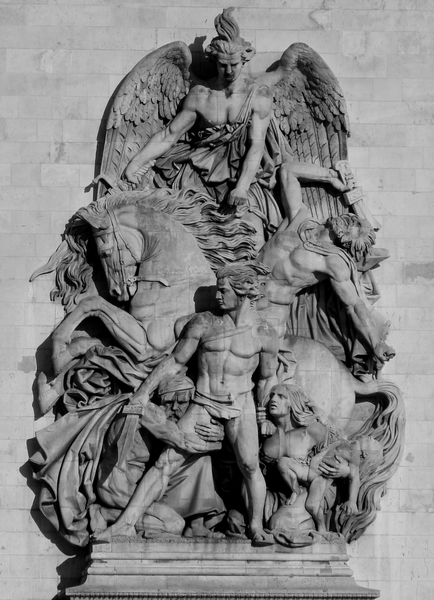
La Résistance

En 1944, il épouse France Chambost (1923-14 décembre 2000), leurs vies devant, dès lors, se confondre jusqu'à la fin, puisque celle-ci ne lui survivra que deux mois. 
Avec Batailles pour mourir (Éditions Corrêa, 1945), De Blanc vêtu (Éditions Corrêa, 1945), Mort d'homme (Éditions Corrêa, 1946), Hautes Œuvres (Éditions Corréa, 1946), romans à la publication desquels s'était opposée la censure allemande, Pierre Molaine nous introduit dans l’épopée de l’arme blindée durant les années 1939-1940. Batailles pour mourir et Violences constituent ainsi une sorte d'apologie de la bravoure, comprise et vécue comme une vertu essentielle qui dispense de toutes les autres.  
En 1948, Molaine est nommé comme Ingénieur-Commandant du Corps du Matériel. C'est l'époque d'une amitié féconde avec le romancier Charles Plisnier. Les affres de la maladie et de la guerre contraindront Molaine à un séjour de plusieurs mois (mars/septembre 1948) à l'hôpital Desgenettes de Lyon, séjour durant lequel va mûrir le sujet de Les Orgues de l'enfer (Éditions Corrêa), roman qui fera de l'auteur le lauréat du prix Renaudot en 1950. L’argument de ce roman ne se révèle que dans les vingt dernières pages : il s’agit d’un agitateur politique qui, recherché par la police, a trouvé refuge dans la section de neuropsychiatrie d’un grand hôpital.
Avant son affectation à la direction de la 7e région militaire (Dijon), en 1953, Pierre Molaine aura le temps de produire un nouveau roman Cimetière Saint-Médard (Éditions Corrêa, 1952), lui aussi voué à la violence, au terrible, au furieux. Le contexte débilitant du moment, particulièrement les guerres coloniales qu'il n'approuvait pas, a-t-il favorisé chez cet admirateur de Bernanos la composition d’un essai sur la Sainte Vierge intitulé l’Itinéraire de la Vierge Marie (Éditions Corrêa, 1952) ? Dans cet ouvrage, en effet, l'auteur évoque un pèlerinage sur les pas de la Vierge, au fil des différents lieux de ses apparitions.  Les accès de spiritualité qui ont alimenté alors l’inspiration de Pierre Molaine l’ont conduit à la rédaction d’un ouvrage au titre expressif, Satan comme la foudre  (Éditions Corrêa, 1955).

### Professorat, activité littéraire, retraite, derniers écrits
En 1958, Pierre Molaine quitte définitivement l’armée et intègre l’administration de l’Éducation nationale. Devenu tardivement professeur de lettres et renouant ainsi avec le contenu de ses études universitaires premières, il puise dans sa nouvelle fonction le thème de J’ai rêvé de lumière (Éditions Calmann Lévy, 1963) et l'inspiration d'une satire féroce :Du lycée papillon au lycée Ralbol, charge sévère contre le monde éducatif, parue en inédit posthume après sa mort. 
La Bidoche (Éditions Calmann Lévy, 1965), au contenu provocateur, constitue l’avant-dernier livre publié de Pierre Molaine : un professeur d’université est en train de mourir et il imagine son décès et ses obsèques, occasion pour lui de percer à jour une réalité tragi-comique. Mais c'est avec Le Sang (Éditions Calmann-Lévy, 1967), triptyque désinvolte et incisif consacré à la drôle de guerre, que s'achève la production littéraire officielle de Molaine.
En 1975, pourtant, sous le pseudonyme de Jean-Luc Faber, paraîtra un roman Où je vais, nul ne meurt (Éditions Denoël), avec pour thème la révolte des Bagaudes, expression narrative symbolique de la Résistance intérieure française. Si Molaine a renoncé, en la circonstance, à son pseudonyme officiel, c'est qu'il s'était adjoint, pour ce livre, la collaboration d'un professeur de Lettres, un proche, derrière lequel il a voulu s'effacer.
Personnalité littéraire volontairement discrète et naturellement modeste, peu encline aux compromissions, Pierre Molaine laisse derrière lui une œuvre variée, des personnages passionnés, une quête effrénée de la grandeur, même dans le Mal. Œuvre inachevée puisque, s'il avait définitivement rompu avec la littérature et son monde dans les années 1970, il poursuit, dans la solitude de sa retraite une activité d’écriture régulière et, grâce à la découverte de riches archives, ses manuscrits inédits originaux sont, à ce jour, progressivement publiés.
Pierre Molaine est mort à Lyon, le 17 octobre 2000. Il repose aujourd’hui au cimetière de Sainte-Foy-lès-Lyon, non loin de Claude Farrère.

## Œuvres

### Romans
- Samson a soif, roman, Corrêa, Paris, 1943.
- Violences, roman, Corrêa, Paris, décembre 1944.
- Batailles pour mourir, Corrêa, Paris, 1945.
- De blanc vêtu, roman, Corrêa, Paris, 1945.
- Mort d'homme, roman, Corrêa, Paris, 1946.
- Hautes Œuvres, roman, Corrêa, Paris, 1946.
- Les Orgues de l'enfer, roman, prix Renaudot, Éditions Corrêa, Paris, (1950).
- Cimetière Saint-Médard, roman, Corrêa, Paris, 1952.
- Satan comme la foudre..., roman, Corrêa, Paris, 1955.
- J'ai rêvé de lumière, roman, Calmann-Lévy, 1963.
- La Bidoche, roman, Calmann-Lévy, 1965.
- Le Sang, roman, Calmann-Lévy, 1967.
- Où je vais, nul ne meurt, roman, Denoël, Paris, 1975 (en collaboration avec son fils Jean-Gabriel FAURE, Professeur de lettres, et sous le pseudonyme de « Jean-Luc Faber »)

### Nouvelles
- Frères humains, nouvelles (pseudonyme Yvan Kalinine), Corréa, Paris, 1938.
- La Patrouille, nouvelle, Les Nouvelles littéraires, no 941, 1945.
- Canicule, nouvelle, Lectures de Paris, 1946.
- Mission de printemps, nouvelle, Horizon, Revue des Lettres, no 6, 1946 (version courte), Pages françaises, no 20, 1947 (version courte), les Œuvres libres, no 57, 1951 (version définitive).
- Beau syre et vous ma mye, nouvelle, L'Âge nouveau, 1951.
- Trêve des armes, nouvelle, Le Progrès, 24 décembre 1951.
- Mon dernier village, nouvelle, Entretiens sur les Lettres et les Arts, no 14, 1958.
- Journal d'un lieutenant Lambda (Extraits, 1939), nouvelle, Entretiens sur les Lettres et les Arts, no 18, 1960.

### Essais
- L'Itinéraire de la Vierge Marie, essai, Corrêa, Paris, 1953.
- Célébration de la grenade, essai, Robert Morel, 1962.

### Articles, préfaces et autres écrits
- Plisnier, tel qu'il est, Les Nouvelles littéraires, no 966, 1946.
- Plisnier, Marginales, Revue des idées, des arts et des lettres, 1947.
- Poètes fantaisistes, L'Époque littéraire, 23 février 1949.
- Portrait d'un homme connu, Le Bayou, no 46, Université de Houston, Texas, 1951.
- André Gide - A lui-même comparé, Pages libres des écrivains dauphinois, nos 5-6, 1951.
- La nature éducatrice, Famille et collège, t. X, no 1, 1951.
- Riollet aux mains pleines, Quo vadis, 1953.
- Présentation de Marius Riollet, in Le Tout Puissant ou le plus fort que l'amour, Nouvelles Éditions de Paris, 1954.
- Taille d'homme, Famille et collège, t. XV, no 1, 1956/1957.
- Si j'avais une fille…, Famille et collège, t. XV, no 3, 1956/1957.
- Roussel, mon ami, L'Âge nouveau, no 100, 1957.
- L'homme Plisnier, Cahiers des amis de Charles Plisnier, no 3, 1958.
- Interrogations, Famille et collège, t. XVII, no 4, 1958/1959.
- Nos élèves ne sont pas des robots, Famille, collège et institut, t. XVIII, no 5, 1959/1960.
- Les Saints de tous les jours, Robert Morel, no 6 à 12, 1959-1962.
- Ce qu'un enseignant attend des parents, Famille, collège et institut, t. XXII, no 2, 1963.
- Avertissement, La Comédie de Lyon, Les Cahiers classiques des Célestins, 1964-1965.
- Mille francs de récompense…, présentation de la pièce de V. Hugo, Comédie de Lyon, 1966.
- Raoul Bécousse, Préface, Subervie, 1974.

### Écrits inédits posthumes publiés
- La garrigue brûle, roman, Éditions des Traboules, Lyon, 2009.  (ISBN 9782915681901)
- Du lycée Papillon au lycée Ralbol, roman de société, Les Éditions Édilivre, Paris, 2011.  (ISBN 9782812196966)
- Un merle chantait à Josaphat, roman, Les Éditions Édilivre, Paris, 2011.  (ISBN 9782812190063)
- L'Œil au beurre noir, roman, Éditions des Traboules, Lyon, 2011.  (ISBN 2915681910)
- Le Grand Amour, roman, Les Éditions Édilivre, Paris, 2012.  (ISBN 9782332482921)
- L'Estrapade, récit, Les Éditions Édilivre, Paris, 2013.  (ISBN 9782332626936)
- Le fourgon de queue, roman, Éditions des Traboules, Lyon, 2014.  (ISBN 978-2915681932)
- J'ai mal à ton âme, roman, Éditions des Traboules, Lyon, 2014.  (ISBN 978-2915681925)
- L'amour est songe, roman, Les Éditions Édilivre, Paris, 2016.  (ISBN 2414001119)